# Lienardia crassicostata
Lienardia crassicostata é uma espécie de gastrópode do gênero Lienardia, pertencente a família Clathurellidae.